# Cuộc vây hãm Thionville
Cuộc vây hãm Thionville là một trận bao vây trong cuộc Chiến tranh Pháp-Phổ, đã diễn ra từ ngày 13 tháng 10 cho đến ngày 24 tháng 10 năm 1870, tại Pháp. Một lực lượng thuộc Binh đoàn thứ nhất của Đức đã vây hãm pháo đài Thionville ở bờ trái sông Moselle, nơi được quân đội Pháp dưới quyền tiểu đoàn trưởng Maurice trấn giữ, và cuối cùng Thionville đã đầu hàng Sư đoàn Bộ binh số 14 của Đức dưới quyền chỉ huy của Trung tướng Georg von Kameke., sau một cuộc giao chiến quyết liệt. Cũng như đối với các pháo đài đã thất thủ trước đó của Pháp là Verdun, Soissons,..., quân đội Đức đã bắt giữ đội quân trú phòng của Pháp làm tù binh ở Đức, đồng thời thu giữ vật dụng (chẳng hạn như khí giới) của họ. Do bị công pháo, gần một nửa thị trấn Thionville đã bị phá hủy trong trận vây hãm này.

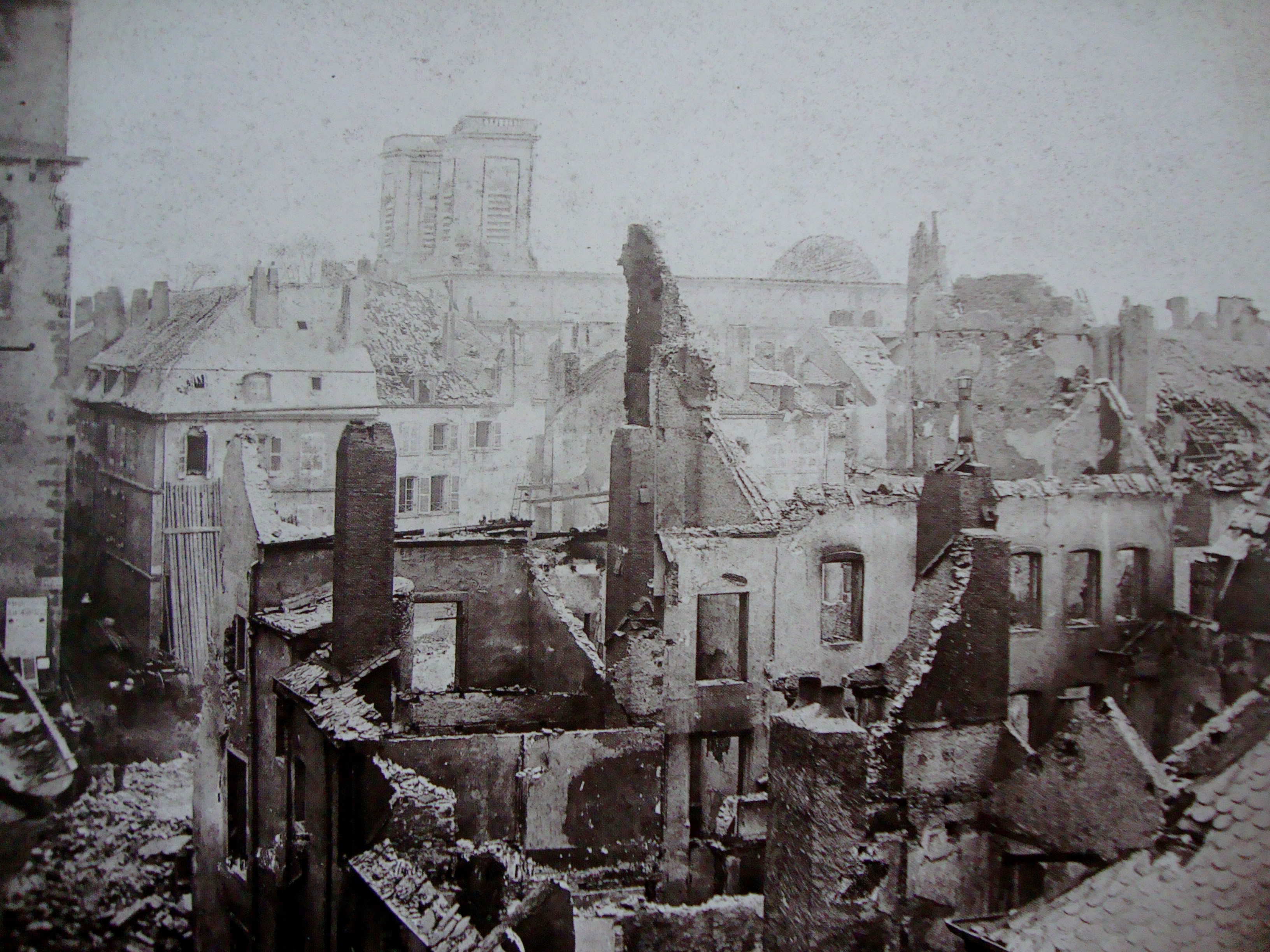
Quang cảnh Thionville sau trận đánh.

Trong thời gian quân đội Đức đóng trại xung quanh Metz, họ cũng đã quan sát pháo đài nhỏ Thionville. Ban đầu lực lượng quan sát Thionville chỉ gồm một số đơn vị kỵ binh, nhưng về sau quân Đức đã tăng cường lực lượng này. Trong một khoảng thời gian, Trung tướng Von Bothmer nắm quyền chỉ huy đạo quân này. Vào ngày 17 tháng 10, quân Pháp đã tiến hành một cuộc phá vây, nhưng nhanh chóng bị quân Đức đánh bật. Sau khi Metz thất thủ, người Đức quyết định phải tiến công Thionville. Trách nhiệm chinh phạt pháo đài này đã được giao cho tướng Von Kameke – Tư lệnh Sư đoàn Bộ binh số 14 của Phổ-Đức. Theo hai đội hình hàng dọc, quân đoàn vây hãm của Đức đã bắt đầu tiến đánh từ Metz vào ngày 9 tháng 10. Von Kameke đã tiến hành thám sát trong các ngày 10 – 12 tháng 10 năm 1870, và vào ngày 12 tháng 10, quân đội Đức tiến hành công pháo dữ dội, gây cháy ở một số nơi. Vào ngày 13 tháng 10, Von Kameke xuống lệnh phong tỏa hoàn toàn Thionville. Thực hiện theo quyết định pháo kích từ trên các cao điểm của ông, người Đức đã ráo riết chuẩn bị cho cuộc công pháo của mình. Trong các ngày 19 và 20 tháng 10, các phương tiện hỗ trợ cho cuộc vây hãm đã được đưa từ Metz đến Thionville. Tổng cộng, quân đội Đức có đến 158 khẩu pháo để thực hiện cuộc bao vây Thionville. Cho đến buổi tối ngày 21 tháng 10, song song với việc hoàn tất các khẩu đội pháo, quân đội Đức cũng siết chặt vòng vây của mình. Và, vào buổi sáng ngày 22 tháng 10, quân Đức đã bắt đầu cuộc pháo kích của mình, quyết liệt hơn cả lần trước.
Ban đầu, pháo đài Thionville đã đáp trả mạnh mẽ. Cuộc pháo kích của quân Đức đã tiếp diễn cho đến trưa. Sau một thời gian tạm ngừng, quân Đức tiếp tục tiến hành pháo kích dữ dội. Cuộc pháo kích đã kéo dài dần dần cho đến đêm. Đêm hôm ấy, đường hào ngang đầu tiên đã được người Đức xây, cách thị trấn 800 bước về hướng tây. Sang ngày 23 tháng 10, quân đội Đức lại phát động cuộc công pháo. Ban đầu, quân Pháp dựng cờ trắng và người chỉ huy pháo đài đã đưa ra các yêu sách, chẳng hạn như yêu cầu người Đức cho phép phụ nữ và trẻ em được rời khỏi thị trấn Thionville. Tuy nhiên, quân Đức không chấp thuận và giao tranh tiếp diễn giữa hai bên. Đến giữa ngày 24 tháng 10, người trấn thủ pháo đài của Pháp đã thỉnh cầu tiến hành thỏa thuận về cuộc đầu hàng của Thionville. Quân Pháp tại đây đã đầu hàng theo các điều khoản giống như ở trận Sedan hồi tháng 9. Ngày hôm sau, quân đội Đức chiếm giữ Thionville và bắt sống đội quân trú phòng, ngoại trừ lực lượng Vệ binh quốc gia của Pháp. Sau chiến thắng này, Sư đoàn Bộ binh số 14 của Đức nhận trọng trách tiến hành bao vây các pháo đài ở miền bắc nước Pháp.